# Последние и первые люди
Последние и первые люди: История близлежащего и далёкого будущего (англ. Last and First Men: A Story of the Near and Far Future) — первый и (наряду с «Создателем звёзд») наиболее известный научно-фантастический, философский, визионерский роман британского философа и писателя Олафа Стэплдона, самая масштабная из созданных когда-либо историй будущего. Написан в 1930 году под влиянием идей футурологического эссе (также являющегося историей будущего) генетика Джона Холдейна «Страшный суд: взгляд ученого на будущее человечества» (The Last Judgement: A Scientist’s View on the Future of Mankind, сборник Possible Worlds and Other Essays, 1927). Хотя роман содержит большое для своего времени количество новых фантастических идей (многие из которых оказали влияние на творчество других фантастов), основной целью автора была демонстрация эволюции человеческого разума и духа.
В 1937 году написано продолжение «Создатель звёзд» (англ. Star Maker).

## Сюжет
Рассказ ведётся от имени одного из последних (Восемнадцатых) людей, обитающего на Нептуне. Его цивилизация научилась оказывать воздействие на разумы живших задолго до неё людей (среди исторических личностей, оказавшихся под её влиянием, автор упоминает Сократа, Иисуса и Будду), благодаря чему автор и смог написать книгу, рассказывающую о событиях далёкого будущего.
В романе описано развитие человечества на протяжении 2 миллиардов лет. За это время сменилось 18 биологических видов людей (от Первых людей — наших современников — до Восемнадцатых) и огромное количество цивилизаций, большинство из которых не было сколько-нибудь подробно описано автором. Со временем ход времени в романе ускоряется: если в первых главах автор достаточно подробно описывает военные конфликты между отдельными странами, то в последней части XIV главы он бегло описывает развитие человеческих видов на протяжении нескольких сотен миллионов лет. Отдельные персонажи обычно не играют существенной роли в сюжете книги (ни один из них даже не назван по имени), особенно в поздних главах; можно сказать, что в качестве «действующих лиц» выступают целые цивилизации или даже биологические виды. Лишь некоторым необычным личностям (например обладающему врождённым бессмертием мутанту-проповеднику из второй цивилизации Первых Людей) автор посвящает развернутые рассказы-вставки.
Человечество в своём развитии проходит большое число периодов подъёма и упадка (обычно вызванных катастрофами мирового масштаба, причинами которых становятся то применение биологического оружия или атомной энергии, то нашествие пришельцев с Марса, то глобальное изменение климата). Его эволюция далеко не всегда прогрессивна, часто более развитые и сложные человеческие виды вырождаются в примитивные, но при этом лучше приспособленные к изменившимся условиям. Тем не менее, итогом развития человечества стало появление почти бессмертной расы Восемнадцатых людей, которая в своём развитии намного превзошла любую, существовавшую до неё, и смогла построить утопическое общество.
Помимо людей, автор описал цивилизации разумных обитателей Марса и Венеры, причём ему удалось сделать их максимально непохожими на людей. Марсиане в книге представляют собой облака микроорганизмов, объединённых в единый разумный организм с помощью радиоизлучения, и управляются с помощью коллективного разума, а коренные жители Венеры описаны как подводные (во времена Стэплдона считалось, что поверхность Венеры покрыта водой) существа, источником энергии для которых служит происходящий внутри их организмов радиоактивный распад. И те, и другие были вынуждены вступить в соперничество с людьми, но не смогли успешно противостоять им и были уничтожены.
Интересно, что, хотя в романе описано освоение планет Солнечной системы (после того, как возникает угроза падения Луны на Землю, человечество полностью переселяется на Венеру, а, когда под угрозой уничтожения оказываются уже все планеты земной группы, новым домом для человеческой расы становится Нептун), человечеству за 2 миллиарда лет так и не удалось покинуть её пределы (неудачная попытка экспедиции на гигантском атомном космическом корабле-ковчеге к соседней звезде описана в последней главе). По мнению автора, космические полёты к звездам (в эпоху стабильного Солнца) не имеют практического смысла из-за отсутствия вокруг них пригодных для проживания планет и исключительной длительности полёта.
В последних главах романа автор дает футурологический прогноз (которому по сюжету не суждено сбыться) относительно будущего последней разновидности людей: согласно ему, по мере остывания Солнца человечество будет обогревать планету (Нептун) за счет аннигиляционных источников энергии, а в качестве топлива будут использованы другие планеты и само Солнце. Когда и оно погаснет, люди переселятся на другие планеты галактики, полеты при этом будут совершаться на огромных звездолетах с аннигиляционными двигателями, а тела колонистов станут подвергаться генной модификации под конкретную среду обитания.
В финале книги автор описывает пробуждение единого для всего человечества «расового» разума, обладающего возможностями, значительно превышающими разум каждого человека в отдельности (дальнейшее развитие эта идея получила в романе «Создатель звёзд», который сюжетно связан с «Последними и первыми людьми»). Человечество узнаёт, что во вселенной существовало и существует огромное количество цивилизаций, некоторые из которых достигли такого же уровня развития. Восемнадцатые люди надеются на то, что именно их расовый разум станет основой для будущего мирового разума, но их мечтам не суждено сбыться — катастрофа галактического масштаба (цепная реакция из взрывов звезд) уничтожает человечество, на этот раз безвозвратно.
Книга содержит одно из первых в фантастике описаний генной инженерии — многие из человеческих видов не эволюционировали естественным образом, а были искусственно созданы своими предшественниками (особенно интересны Четвёртые люди — «гигантские мозги», лишённые тела). Идея самосовершенствования с применением новейших (прежде всего биологических) технологий как цель существования человеческой цивилизации позволяет считать Стэплдона одним из предшественников трансгуманизма.
Также в романе детально описано множество сюжетов, тем и идей из области научной фантастики и футурологии: приход коммунистов к власти в Китае, попадание СССР в зависимость от американского капитала, создание Евросоюза, американизация культуры на всей планете, война Германии и России, развитие гражданской авиации, ядерная энергетика различной природы (инициирование цепной реакции направленным излучением, аннигиляционные двигатели), аварии на ядерном производстве, «холодная война» (обсуждаются проблемы создания глобального ядерного оружия и последствия его применения), глобальные эпидемии новых болезней, мировые войны с применением оружия массового поражения, приход к власти фашистов, исчерпание природных ресурсов, освоение углеводородных запасов Антарктиды, войны из-за нехватки нефти, архитектурная мегаломания, атомное оружие (есть описание «ядерного гриба»), бактериологическое оружие, альтернативная энергетика в виде приливных, ветряных и геотермальных электростанций (и их влияние на экологию), создание новых видов растений и организмов, киборгизация, освоение космоса посредством атомных ракет (дается подробное описание небольших атомных космических кораблей на аннигиляционном двигателе и циклопических крейсеров, долетевших до соседней звезды), межпланетные и межзвездные полеты, промышленные роботы и полностью автономные горнорудные станции для добычи полезных ископаемых на астероидах, колонизация других планет, антигравитация (есть описание различных антигравитационных транспортных средств), телепатия (основанная на радиоволнах), мутанты (естественно и искусственно возникшие) и их проекты-заговоры по модернизации общества и биологии остальных «нормальных» людей, глобальные катастрофы, синтетическая пища, новые сексуальные традиции и практики, новые виды искусства и новые религии, новые направления философии, разумные существа инопланетного и земного происхождения (альтернативное «обезьянье» человечество), космический парус, колонизация планет-гигантов солнечной системы, колонизация всей галактики, изменение орбит планет, изменение биосферы планеты (Венеры), разнообразные космологические катаклизмы (падение Луны, эволюция Солнца, столкновение всей солнечной системы с другими космическими объектами), искусственное распространение жизни во Вселенной, галактический Сверхразум, коллективные «планетарные» разумы различной организации, телепатический «интернет», искусственно созданные биокомпьютеры и подвластные им биороботы.

## Эволюция людей
Земля:
Первые люди — мы с вами. Существовали примерно 12 миллионов лет. Пережили эпоху исчерпания углеводородных ресурсов и мировых войн, создали из руин новую цивилизацию в Южной Америке. В разные эпохи дважды открывали атомную энергетику и даже благополучно пережили локальную «атомную войну». Погибли от глобальной техногенной атомной катастрофы на промышленном горнорудном предприятии (из-за забастовки рабочих) и последующей деградации. В последних поколениях Первых Людей доминирующее положение среди общественной и научной элиты получили потомки вечно юного бессмертного мутанта-еретика. История происхождения подобных мутантов в человеческой популяции и их попытки влияния на ход прогресса детально описаны автором в более позднем романе «Странный Джон».
Вторые люди. Появились в результате эволюции из маленькой группы чудом спасшихся во время экспедиции к Северному Полюсу Первых людей. Все члены этой группы несли в себе гены исключительного долголетия и здоровья, полученные от прародителя-мутанта, что помогло им выжить в критических условиях после ядерной катастрофы. Разделились на два сильно отличавшихся подвида вследствие катастрофического изменения ландшафта планеты. Существовали более 30 миллионов лет. Были гигантами. Продолжительность жизни — 200 лет. На раннем этапе своего существования столкнулись с альтернативным человечеством из эволюционировавших обезьян, переживших атомную катастрофу. Едва не погибли от изобретенного примитивным обезьяньим сообществом бактериологического оружия. Создали могущественную высокотехнологическую цивилизацию. Обнаружили послание от Первых людей и узнали историю их гибели. После тысячелетних войн погибли от искусственного вируса, созданного, чтобы уничтожить марсиан ценой гибели большей части собственного вида. Вошли в частичный симбиоз с марсианами, вследствие чего стали телепатами.
Третьи люди. Появились в результате эволюции. Существовали несколько миллионов лет, породив несколько отличающихся друг от друга цивилизаций. Продолжительность жизни — 60 лет. Были кошкообразными пигмеями с ушами. Восторгались музыкой. Пережили духовно-философский кризис, подтолкнувший к созданию генной инженерии. Достигли высот в биологии и генетике. Отличались необычными сексуальными практиками, склонностью к садизму и принципиальной аморальностью при проведении генетических опытов.
Четвёртые люди. Выведены Третьими людьми. Представляли собой живущие в башнях-заводах мозги-гиганты,
частично киборгизированные. Победили своих создателей и создали расу послушных рабов из генетически обособившейся нации Третьих Людей, возникшей на основе секты экстрасенсов-пророков. Достигли пределов научного познания из-за ограниченности собственной биологической природы.
Пятые люди. Выведены Четвёртыми людьми для преодоления философского кризиса. Были наделены свободой воли. Взбунтовались и после долгих войн получили контроль над планетой. Существовали 100 миллионов лет. Были идеальными созданными «с нуля» гигантами. Продолжительность жизни — сначала 3000, затем 50000 лет. Обладали телепатией и проникновением в прошлое. Победили венериан. Их цивилизация заново открыла атомную энергию (основанную как на цепной реакции урана, так и на прямой управляемой аннигиляции материи), космические полёты и антигравитацию, построив первое «райское» утопическое общество с автоматизированной промышленностью. Вынужденно бежали на Венеру, так как их суммарная информационная мощность оказалась взаимосвязана с гравитацией планеты и вызвала падение Луны.
Венера:
Шестые люди. Выведены Пятыми людьми для жизни на Венере. Существовали 200 миллионов лет. Из-за неудачной конструкции были неустойчивы к эволюции. Частично деградировали до тюленеподобных существ, частично создали цивилизацию, основанную на культе полета. Вывели летающих Седьмых людей.
Седьмые люди. Выведены Шестыми людьми. Существовали 100 миллионов лет. Были летающими птицеобразными пигмеями (комбинация летучей мыши и птицы). Пережили миллионы лет полной стагнации из-за одержимости полётами в воздухе. В результате эволюции (из-за изменения состава атмосферы планеты) от них отделился бескрылый вид, который со временем захватил власть над остатками промышленности и уничтожил крылатых. Последние поколения Седьмых людей совершили тотальное коллективное самоубийство, прыгнув в вулкан.
Восьмые люди. Выведены Седьмыми (бескрылыми) людьми. Были длинноголовыми гигантами. Превратили Венеру в технологический рай, снова создав утопическое общество. Были нравственно холодными и безжалостными к самим себе созданиями, устраивавшими мировые войны ради развлечения. Имели развитую космонавтику и эффективную геотермальную энергетику. Дожили до эпохи остывания Солнца (автор романа ошибочно считал, что сжатие и остывание Солнца пройдет без стадии раздувания Красного Гиганта) и собирались колонизировать Меркурий, но погибли от столкновения Солнечной системы с газовой туманностью (как раз после столкновения с газовой туманностью солнце раздувается в «канонический» Красный Гигант и сжигает все планеты земной группы).
Нептун:
Девятые люди. Сконструированы «с нуля» Восьмыми людьми для жизни на Нептуне (подобно Пятым и Шестым людям). Были прямоходящими карликами, сильно отличавшимися от всех предыдущих видов, так как жили в экстремальных условиях планеты-гиганта (Нептун в описании автора напоминает разогретую до земных температур суперземлю — по классификации планет XXI века). Существовали 300 миллионов лет. Из-за ошибки в конструкции были плохо приспособленны к суровым условиям новой планеты. Деградировали до звероподобных существ: «травоядных», «хищников», «кроликов», «тюленей», «дельфинов», «птиц». Весь Нептун был заселен целым миром из разных человеческих форм.
Десятые люди. Развились из кроликоподобных Девятых людей. Существовали несколько миллионов лет. Создали примитивную цивилизацию и после миллиона лет стагнации погибли от бактерий.
Одиннадцатые люди. Появились в результате эволюции. Существовали несколько миллионов лет. Были звероподобными, сильно припавшими к земле существами с клыками. Вымерли в результате эволюции.
Двенадцатые люди. Появились в результате эволюции. Существовали несколько миллионов лет. Были звероподобными, с вытянутой мордой и массивной нижней челюстью. Передвигались как кенгуру. Вымерли в результате эволюции.
Тринадцатые люди. Появились в результате эволюции. Существовали несколько миллионов лет. Были подобны Первым людям — приземистые прямоходящие существа.
Четырнадцатые люди. Появились в результате эволюции. Существовали 200 миллионов лет. Были подобны Первым людям. Создали массу высокоразвитых цивилизаций, каждая из которых гибла из-за ограниченности их биологической природы. Построили высокотехнологическую цивилизацию, первыми пересекли экватор планеты на гигантских искусственно охлаждаемых кораблях и расселились по южному полушарию (все предыдущие цивилизации жили только в северной части Нептуна).
Пятнадцатые люди. Появились в результате эволюции. Существовали 50 миллионов лет. Были подобны Вторым людям. Пережили грандиозную войну между северным и южным полушариями. Поставили перед собой цель вывести совершенного человека.
Шестнадцатые люди. Выведены Пятнадцатыми людьми. Существовали 100 миллионов лет. Были подобны Пятым людям. Обладали телепатией, и способностью мысленно проникать в прошлое. Страдали от неразрешимости трёх мировоззренческих вопросов: времени, дуализма разум—мир, дуализма жизнь—смерть. 100 миллионов лет они потратили на выведение нового вида людей.
Семнадцатые люди. Выведены Шестнадцатыми людьми. Были похожи на Пятых людей. Существовали несколько сотен тысяч лет. Промежуточный этап к Восемнадцатым людям.
Восемнадцатые, или Последние, люди. Выведены Семнадцатыми людьми. Существовали 540 миллионов лет. Потенциально бессмертны. Были разделены на 96 (проверить информацию, в книге не указывается точное количество, 96 там было количество членов в группе…) полов. Практиковали ритуальный каннибализм. Обладали телепатией, круговым и вертикальным зрением, проникновением в прошлое, были способны объединяться в единый «расовый» разум. Тела их отличались в зависимости от расовой и половой принадлежности: некоторые были подобны фавнам, другие напоминали обезьян, быков, медведей, кенгуру или слонов. Освоили космические полёты с помощью циклопических атомных кораблей, колонизировали другие планеты солнечной системы, Добывали полезные ископаемые на астероидах при помощи роботизированных горнорудных космических станций.
Пытались изменять орбиту Нептуна для приближения к опять начавшему остывать Солнцу.
Погибли от цепной реакции из взрывов звезд, внезапно охватившей наш сектор галактики (причина загадочного явления, уничтожившего Людей окончательно, раскрыта в романе «Создатель Звезд»). Перед концом успели распространить по Галактике Семена Жизни.

### Подлюди Земли
- Бабуиноподобные подлюди. «Изогнутые так, что чаще использовали свои руки в качестве средства передвижения, плоскоголовые и имеющие необычайно длинный хобот, эти создания сейчас были бы больше похожи на бабуинов, чем на людей».

### Подлюди Нептуна
- Период Затмения на Нептуне.

### Подлюди Венеры
- Тюленеподобные подлюди. «Всё тело приобрело форму линий тока. Вместимость лёгких была чрезвычайно развита. Позвоночник удлинился и стал более гибким. Ноги были дряблыми, сросшимися и сплюснутыми в горизонтальный руль. Руки также были маленькими и похожими на плавники, хоть они всё ещё и сохранили манипулятивные указательный и большой пальцы. Голова вжалась в тело и смотрела вперёд в направлении плавания. Сильные плотоядные зубы, выразительная стадность и новая, почти человеческая, хитрость в охоте, вместе сделавшие этих людей-тюленей повелителями океана».

### Иные разумные существа
- Марсиане. Представляли собой коллектив разумных облаков из микроорганизмов, объединённых посредством радиоволн в единый разум. Уничтожили конкурентные виды живых существ на своей планете, которые были подобны земным. Могли образовывать космический парус и двигаться галсом под воздействием солнечного излучения от Марса до Земли. Уничтожены Вторыми людьми.
- Венериане. Разумные водные существа с трехсторонней симметрией, жившие в океане Венеры. Поддерживали энергетический баланс за счет атомного распада. Уничтожены Пятыми людьми, хотя те и понимали, что столкнулись с разумными существами.
- Разумные обезьяны. Проиграли в конкурентной борьбе с Вторыми людьми, предварительно уничтожив одну из их двух основных ветвей.
- Космический разум. Начал возникать как сообщество всех разумных существ Галактики, слившихся в единый мозг посредством телепатии.

## Влияние на массовую культуру
- многие произведения С. Лема (чрезвычайно высоко ценившего творчество Стэплдона) используют идеи и концепции из этой книги: роман «Непобедимый», рассказ «21 путешествие Йона Тихого», роман «Возвращение со Звезд», трактат «Сумма технологий». Отдельно стоит упомянуть роман «Осмотр на месте», в котором Лем предпринял попытку создать свой вариант истории будущего на основе идей об эволюции человечества конца XX века. Творчество Стэплдона Лем подробно анализирует в своей литературоведческой работе «Фантастика и футурология».
- критики отмечают заметное влияние сюжетов и тем романа на вселенную компьютерных игр «Deus Ex». В частности, описан мировой заговор трансгуманистов-иллюминатов по радиальной модернизации человечества как вида.
- роман «Город» Клиффорда Саймака является своего рода интерпретацией идей Стэплдона в более мягком, гуманитарном ключе. Также заметно влияние Стэплдона в последнем итоговом романе Саймака «Магистраль вечности».
- заметно влияние этого и других романов Стэплдона на творчество фантаста Джона Райта — на уровне сюжетов и философских концепций. В цикле «Золотой век» (2003) описана колонизированная и модернизированная солнечная система сверхдалекого будущего. В цикле «Последовательность Эсхатона» (2011-…) представлена детальная история будущего сопоставимых с романом «Последние и первые люди» масштабов.
- эпизод с бессмертным мутантом из эпохи Первых Людей оказал влияние на целое направление в жанре фантастики. В качестве примера можно привести роман Пола Андерсона «Челн на миллион лет» (1989), рассказ Клиффорда Саймака «Грот танцующих оленей» и фильм «Человек с Земли» (2007). Сам Стэплдон позже развил этот сюжетный ход в романе о мутантах «Странный Джон» (1935).
- роман Артура Кларка «Конец детства» (1953) основан на идеях из романа Стэплдона о телепатическом слиянии человечества в единый разум, способный контактировать с другими аналогичными разумами галактики. Также в этом романе аналогично представлена история близкого будущего человечества. Творчество Стэплдона оказало большое влияние на формирование взглядов Кларка на будущее человечества.
- ирландский писатель-мистик и метафизик Шоу Десмонд написал под влиянием творчества Стэплдона роман «Рождение мира» (1938), где изложил свой вариант эволюции человечества.
- в эпизоде сериала «Футурама» «The Late Philip J. Fry» иронично обыграны идеи Стэплдона и т. п. авторов о сверхдалеком будущем Земли и всей Вселенной.
- писатель-фантаст Брайн Олдисс использовал некоторые идеи Стэплдона в романах «Долгие сумерки Земли», «Галактики как песчинки», цикле романов «Гелликония». Во второй половине XX века Брайн Олдисс и Артур Кларк были самыми активными пропагандистами основательно подзабытого к тому времени творчества Стэплдона.
- роман Герберта Уэллса «Звездное рождение» (1937) использует идеи Стэплдона о космической эволюции человечества, притом что сам Стэплдон вдохновлялся в том числе и романом «Машина Времени» своего великого современника.
- заметно влияние этого романа Стэплдона на творчество Павла Амнуэля — в частности критики выделяют его поздний роман «Люди Кода». Сам Стэплдон выведен как персонаж в повести «Зеленый луч».
- Дорис Лессинг под влиянием творчества Стэплдона создала свою историю будущего в цикле «Канопус в Аргосе». Лессинг также была автором послесловия к очередному переизданию произведений Стэплдона.
- цикл рассказов фантаста Кордвайнера Смита «Инструменталии человечества», по мнению близко знавших его людей, во многом основан в том числе и на идеях Стэплдона. Сам Стэплдон был в числе первых награжденных премией имени Кордвайнера Смита.
- история будущего фантаста Майкла Резника, начатая программным романом «Рожденный править», по признанию автора, основана на идеях Стэплдона. Во множестве произведений Резника человечество также как и у Стэлдона рассматривается как часть вселенского и планетарного исторического процесса.

## Экранизации и постановки
- Радиопостановка по мотивам романа для канала BBC была осуществлена в 70-е годы.
- Радиопостановка на русском языке в передаче «Модель для сборки», радио «Станция», текст читает Влад Копп.
- Мультимедийное шоу исландского композитора Йохана Йоханнссона, 2017 г. Постановка Сиднейского театра оперы. Текст читает Тильда Суинтон.
- Премьера художественного фильма «Последние и первые люди» по мотивам шоу состоялась в 2020 г.

## «Последние и первые люди» в СССР и России
Несмотря на левые (социалистические) воззрения автора, долгое время его роман не был переведён на русский язык. Рядовой советский читатель впервые мог узнать о нём из предисловия А. П. Казанцева к выпущенному в 1960 году сборнику «Научно-фантастические рассказы американских писателей». При этом Казанцев (скорее всего, сам не читавший роман Стэплдона) назвал автора «Аллафом Стеббельдогом», а сюжет его романа свёл к описанию ядерной катастрофы, за которую автора якобы начали преследовать маккартисты ФБР (на самом деле, описание атомной катастрофы в романе присутствует, но оно очень далеко от правдоподобного).

### Русское издание
Перевод на русский и издание в России были осуществлены только в 2004 году.
- Стэплдон О. Последние и первые люди. Создатель звёзд / Пер. О. Э. Колесникова. — М.: АСТ; Люкс, 2004. — 640 с. — (Philosophy). — ISBN 5-17-021613-0; ISBN 5-9660-0051-4